# 레인 개리슨
레인 개리슨(Lane Garrison)은 미국의 배우이다.

## 출연 작품

### 영화
- 캠프 엑스레이 (2014)

### 텔레비전
- 프리즌 브레이크 (2005-06)
- 메이어 오브 킹스타운 (2023-현재)